# Gustavo Hein
Gustavo René Hein  (Basavilbaso, 27 de mayo de 1972) es un contratista rural y político argentino que actualmente se desempeña como Presidente de la Cámara de Diputados de Entre Ríos.

## Biografía
Gustavo Hein nació en Entre Ríos el 27 de mayo de 1972. Adhiere a la fe cristiana evangélica.
En el año 2015 se presentó como candidato a intendente de Basavilbaso, por el frente Cambiemos (PRO, UCR) su rival en la elección fue Fabián Flores, quien ya había comandado previamente al municipio. Asumió como intendente de Basavilbaso el 10 de diciembre de 2015.ante la Justicia entrerriana al presidente de la Cámara de Diputados, Gustavo Hein, por "violencia institucional contra la mujer cuando Hein había agredido a golpes a la legisladora Stratta en pleno recinto
Justicia exhortó a ambas cámaras de la Legislatura "a que, en el marco de sus facultades reglamentarias, procedan a implementar -a la mayor brevedad posible- un protocolo de actuación para prevenir, sancionar y erradicar casos de violencia de género dentro del ámbito parlamentario".La medida, dispuesta por el titular del Juzgado Civil y Comercial N.º 5, Juan Marcelo Micheloud, se dio en el marco del proceso por violencia y se tomó como agravante las denuncias anteriores por violencia de género contra su ex mujer.
En el año 2017 Gustavo asumió como presidente del PRO de Entre Ríos, dejando atrás una intervención partidaria de larga data que supo tener como interventor al en ese entonces ministro Rogelio Frigerio. Gustavo dejaría la presidencia del pro espacio apoyado por Frigerio y el propio Hein.Al interior del partido afrontó denuncias por prácticas consideradas de matonaje el referente de la Agrupación Alberdi, aseveró además que el oficialismo macrista entrerriano, encabezado por el ministro del Interior, Rogelio Frigerio, junto a Alfredo De Ángeli, “aprieta” a afiliados del PRO para que los voten en las internas. 
En el año 2019, sufrió el incendio del garaje y parte de su casa, provocado por un vecino; en su momento Patricia Bullrich ligó el accionar a un militante kirchnerista, Hein sin embargo aclaró que el hombre lo venía amenazando hace tres años atrás que no tenía ninguna afiliación política y se debía a cuestiones personales. La procuración general de Entre Ríos desligó a la política del accionar del delincuente.
En las Elecciones provinciales de Entre Ríos de 2019 sería candidato a vicegobernador por el frente Cambiemos acompañando a Atilio Benedetti, quién era el candidato a gobernador de la fórmula. En las primarias Cambiemos sacaría 226.223 votos contra los 392.065 del Frente Justicialista Creer Entre Ríos habiendo una diferencia porcentual de once puntos a favor del oficialismo provincial. En las elecciones generales, Gustavo Bordet, el gobernador en ejercicio, ganaría la reelección con un total de 436.452 votos que significaban un 57.43 % de los votos válidos. El binomio Benedetti-Hein incrementaría su caudal electoral a 270.302 votos que significaban el 35.57 % pero no serían suficientes para gobernar la provincia.
Para las Elecciones legislativas de Argentina de 2019, Gustavo Hein sería el segundo candidato a diputado nacional de Juntos por el Cambio detrás de la diputada provincial radical Gabriela Lena. En las elecciones generales, Lena y Hein ganarían en la categoría con un total de 384.968 votos que significaban el 45,72% de los votos válidos superando a los candidatos del Frente de Todos, que habían obtenido 380.614 voluntades que representaban el 45,20% de los votos. La paridad de los resultados hizo que las cuatro bancas se repartieran en partes iguales a las dos listas más votadas por lo tanto, Gustavo Hein, obtuvo un escaño legislativo. Asumió el 10 de diciembre de 2019 y pasó a ser secretario de las comisiones de Seguridad Interior y de Asuntos Cooperativos, Mutuales y Organizaciones No Gubernamentales.
En las Elecciones provinciales de Entre Ríos de 2023 que se realizaron el 22 de octubre, junto con las elecciones nacionales y municipales, se eligió gobernador, vicegobernador, 34 diputados provinciales y 17 senadores provinciales. Rogelio Frigerio, con la alianza Juntos por Entre Ríos, se impuso con el 41% de los votos al intendente de Paraná, Adán Bahl y Gustavo fue electo diputado provincial, siendo más tarde elegido por sus pares, como presidente de ese cuerpo legislativo.[cita requerida]